# فالکون اوییشن سرویسز
فالکون اوییشن سرویسز (به انگلیسی: Falcon Aviation Services) یک شرکت هواپیمایی است که در تاریخ ۲۰۰۶ میلادی تأسیس شده است.
دفتر مرکزی فالکون اوییشن سرویسز در ابوظبی، امارات متحده عربی واقع شده‌است و قطب این شرکت هواپیمایی در فرودگاه البطین قرار دارد و به شمال و جنوب ایالات متحده آمریکا، پرواز مستقیم انجام می‌دهد.